# Чечевиловский сельсовет
Чечевиловский сельсовет — упразднённая административно-территориальная единица, существовавшая на территории Московской губернии и Московской области до 1954 года.
Чечевиловский сельсовет был образован в первые годы советской власти. По данным 1919 года он входил в состав Усмерской волости Бронницкого уезда Московской губернии.
В 1923 году к Чечевиловскому с/с был присоединён Вырыпаевский с/с, но уже в 1926 году он был восстановлен.
По данным 1926 года в состав сельсовета входили деревни Чечевилово и Никольское, а также Николо-Нарский погост.
В 1929 году Чечевиловский с/с был отнесён к Ашитковскому району Коломенского округа Московской области. При этом к нему был присоединён Вырыпаевский с/с.
31 августа 1930 года Ашитковский район был переименован в Виноградовский.
14 июня 1954 года Чечевиловский с/с был упразднён. При этом его территория была передана в Конобеевский с/с.